# فورد تورنیو کانکت

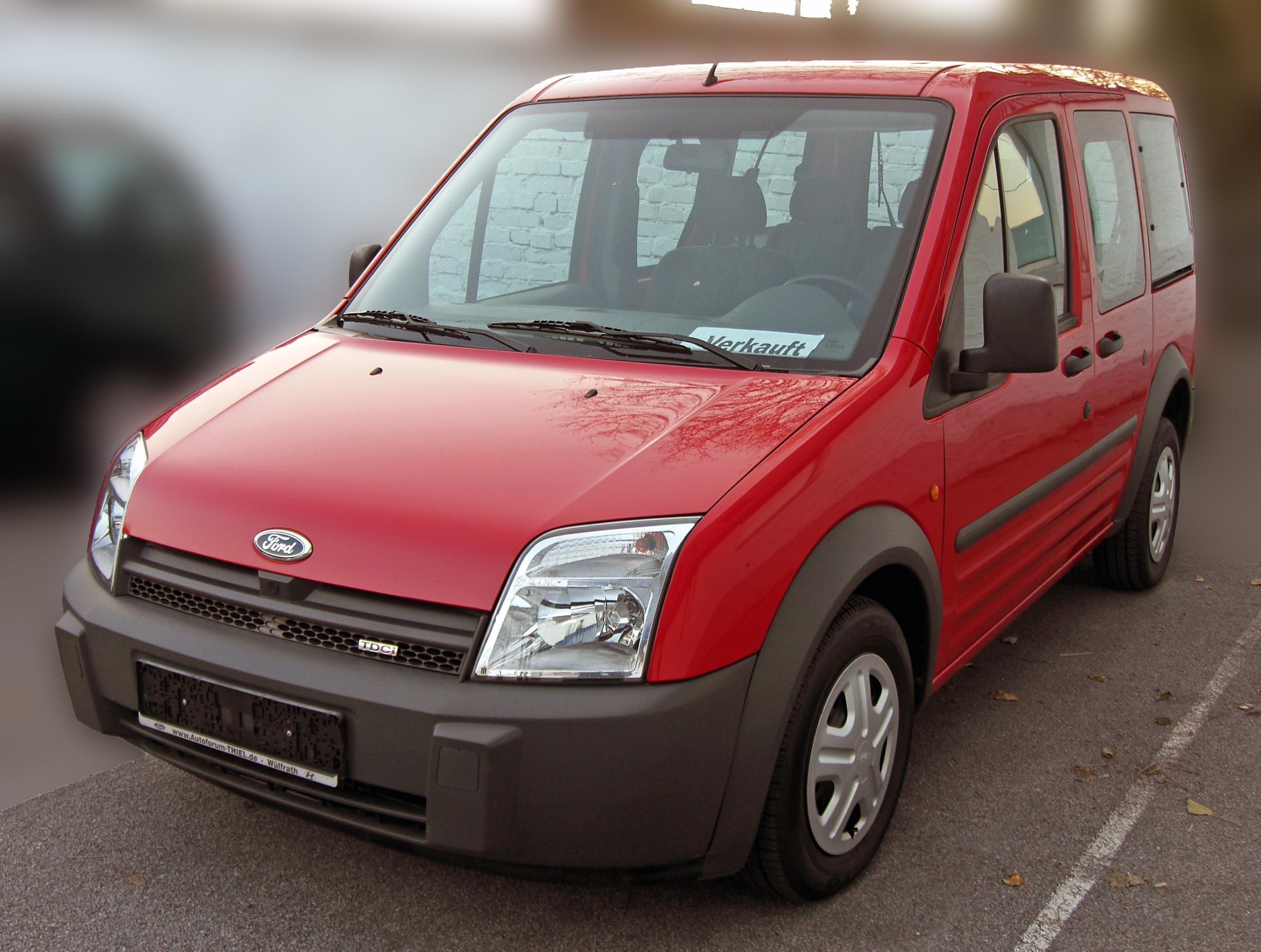

فورد تورنیو کانکت (Ford Tourneo Connect) خودرویی است که در سال‌های ۲۰۰۲ تا در ایزمیت و ترکیه تولید شده‌است. طراحی آن خودروهای موتور جلو-محور جلو بوده طول آن در حالت طبیعی ۴٬۳۰۸ میلیمتر (۱۶۹٫۶ اینچ) و  عرض آن در حالت طبیعی ۱٬۷۹۵ میلیمتر (۷۰٫۷ اینچ) و  ارتفاع آن در حالت طبیعی ۱٬۸۱۴ میلیمتر (۷۱٫۴ اینچ)  است. سیستم جعبه‌دندهٔ آن ۵ دنده به صورت دستی است.